# 永下安武
永下 安武（ながした やすたけ、1985年8月18日 - ）は、日本のラグビー選手。

## プロフィール
- 大阪府出身。
- ポジションはフッカー(HO)。
- 身長 171cm、体重 94kg
- ニックネームはアブ。
- U19日本代表に選ばれたことがある[1]。

## 来歴
ラグビーを始めたきっかけは中学校にラグビー部があったことから。
2004年、天理高校卒業後、専修大学に入る。なお天理高校時代、高校日本代表に選ばれた。　　
2008年、専修大学卒業後、福岡サニックスに加入。同年9月6日に行われたジャパンラグビートップリーグ第1節の日本IBMビッグブルー戦に途中出場で公式戦初出場を果たす。
2014年、近鉄ライナーズに加入。
2018年、近鉄ライナーズを退団した。